# Сорєвнованіє (Промишленнівський округ)
Сорєвнова́ніє (рос. Соревнование) — селище у складі Промишленнівського округу Кемеровської області, Росія.

## Населення
Населення — 357 осіб (2010; 328 у 2002).
Національний склад (станом на 2002 рік):
- росіяни — 91 %